# Kulilte-frigivende molekyler
Kulilte-frigørende molekyler, CO-RM (fra engelsk: CO-releasing molecules), er typisk kulilte i et metal-kompleks, der kan frigive kulilte.
På grund af kuliltes toksiske effekt undersøges nu kulilte i blandede komplekser med et metal som for eksempel  carbonyl tryptophan mangan (I) for et potentiale som et alternativ til konventionelle antibiotika.